# Mycteromyiella marginalis
Mycteromyiella marginalis là một loài ruồi trong họ Tachinidae.